# Channi’el
Channi’el (hebr.: חניאל) – moszaw położony w samorządzie regionu Emek Chefer, w Dystrykcie Centralnym, w Izraelu.

## Historia
Moszaw został założony w 1950.

## Gospodarka
Gospodarka moszawu opiera się na intensywnym rolnictwie i sadownictwie.

## Komunikacja
Na południe od moszawu przebiega droga ekspresowa nr 57  (Netanja–Niccane Oz).